# Mohamed Monir
Mohamed El-Zanaty Monir est un nageur égyptien, né le 1er février 1984 à Gizeh et spécialiste de la nage en eau libre.

## Biographie
Il est médaillé de bronze aux Championnats du monde 2007 sur le 25 kilomètres.
Il participe aux Jeux olympiques d'été de 2008, où il se classe 20e sur le 10 kilomètres.